# Тіруванантапурам
Тірувана́нтапура́м (Тривандрам; англ. Thiruvananthapuram, малаял. തിരുവനന്തപുരം) — місто на південному заході Індії, столиця штату Керала.

## Назва
Свою назву місто отримав від малаяламського слова thiru-anantha-puram (തിരുവനന്തപുരം [t̪iɾuʋɐnɐn̪d̪ɐpuɾɐm]), що означає «Місто Господа Ананти»,  посилаючись на божество храму Шрі Падманабхасвамі, розташованого в місті. Тіруванантапурам також відомий у літературі та знаний як Анантапурі, що походить від санскритського слова Syanandurapuram, що означає «Місто блаженства» в карнатських кіртанах, створених Сваті Тіруналом, колишнім Махараджею Траванкора .  Місто офіційно називалося Трівандрум до 1991 року (Трівандрум — це англізована назва міста), коли уряд вирішив відновити початкову назву міста Тіруванантапурам. 

## Історія
Тіруванантапурам — давнє торговельне місто, засноване понад 1000 до н. е. Вважається, що кораблі царя Соломона прибули сюди в 1036 році до н. е., і тоді місто було відоме активною торгівлею спеціями, сандаловим деревом та слоновою кісткою. Місто було значним осередком культури та торгівлі і мало певну незалежність від регіону, в якому розташоване. Ранніми правителями міста були представники династії Ай. З їхнім падінням в 10 столітті місто перейшло під владу держави Венад.
Династія Чера керувала територією Малабарського узбережжя від Алаппужі на півдні до Касарагода на півночі. Це включало Палаккад Геп, Коїмбатур, Салем та Коллі Хіллс. Регіон навколо Коїмбатуру перебував під владою Чера протягом періоду Сангам між бл. перше і четверте століття н. е. і служив східним входом до Палаккад Геп, основного торговельного шляху між Малабарським узбережжям і Таміл Наду.  Однак південний регіон сучасного штату Керала (прибережний пояс між Тіруванантапурамом і Алаппі був під владою династії Ай, яка була більше пов’язана з династією Пандья з Мадурая. 
Розквіт міста припав на 1729, коли до влади в державі Траванкор прийшов Мартанда Варма. 1745 року місто стало столицею Траванкора після перенесення її з міста Падманабхапураму. У цей період Тіруванантапурам розвивається як осередок освіти та культури. Найбільшого розвитку місто зазнало в середині XIX століття за правління магараджів Сваті та Аїляма Тіруналів. У місті створюється англійська школа (1834), обсерваторія (1837), лікарня (1839), Азійський дослідницький інститут, бібліотека манускриптів та університетський коледж (1873). Перша психіатрична лікарня в Індії також була створена в Тіруванантапурамі. Пізніше за керівництва Мулама Тірунала в місті було засновано правовий та другокласний жіночий коледжі.
Початок XX століття ознаменувався для міста значними політичними та соціальними змінами. Народна асамблея Шрі-Мулам оголосила 1904 року про перші демократичні вибори по штатах. Місто стає одним із осередків руху за незалежність Індії. В місті працював Індійський національний конгрес. 1938 року тут відбулась зустріч з народом голови конгресу доктора Паттабі Сітарамаї. Офіційно статус міста поселення отримало лише 1920 року, а 30 жовтня 1940 року стає центром новоствореної муніципальної корпорації. Після цього Тіруванантапурам починає всебічно розвиватись, в 1937 році тут було засновано університет Керали.
З падінням британського панування в Індії 1947 року, Тіруванантапурам приєднується до Індійського Союзу. 24 березня 1948 року тут було сформоване перше народне міністерство, очолюване Паттом Тану Пілаї. 1949 року місто стає столицею штату Траванкор-Кочін, яке було утворене шляхом об'єднання феодальних королівств Траванкору та північного сусіда Кочину. 1 липня 1949 року першим керівником штату став король Траванкору Читра Тірунал Бала Пама Варма, який очолював штат до 31 жовтня 1956 року. 1 листопада 1956 року був утворений штат Керала і Тіруванантапурам стає його столицею.
З будівництвом 1962 року в околицях міста космодрому TERLS (англ. Thumba Equatorial Rocket Launching Station) Тіруванантапурам стає центром космічних досліджень Індії. Сюди були переведені ведучі організації країни, що займаються космосом, тут створюється космічний центр Вікрам Сарабхаї (англ. Vikram Sarabhai Space Centre) та Індійська організація космічних досліджень і розробок. Новою сторінкою в історії міста стало будівництво 1995 року ІТ-технопарку, який на сьогодні є найбільшим серед аналогів в країні.

## Географія
Місто розташоване на південно-західному узбережжі півострову Індостан, на узбережжі Лаккадівського моря, що є південно-східною частиною Аравійського моря. Зі сходу, з боку суходолу, місто обмежене горами Західні Гати. У місті часто бувають землетруси, воно належить до III сейсмічної зони. Через місто протікають річки Карамана та Кіллі, на околицях розташовані озера Веллаяні, Тіруваллам та Аакулам.

### Клімат
Місто знаходиться у зоні, котра характеризується мусонним кліматом. Найтепліший місяць — квітень із середньою температурою 28.7 °C (83.7 °F). Найхолодніший місяць — липень, із середньою температурою 26.1 °С (79 °F).
| Клімат Тіруванантапурама | Клімат Тіруванантапурама | Клімат Тіруванантапурама | Клімат Тіруванантапурама | Клімат Тіруванантапурама | Клімат Тіруванантапурама | Клімат Тіруванантапурама | Клімат Тіруванантапурама | Клімат Тіруванантапурама | Клімат Тіруванантапурама | Клімат Тіруванантапурама | Клімат Тіруванантапурама | Клімат Тіруванантапурама | Клімат Тіруванантапурама |
| Показник                 | Січ.                     | Лют.                     | Бер.                     | Квіт.                    | Трав.                    | Черв.                    | Лип.                     | Серп.                    | Вер.                     | Жовт.                    | Лист.                    | Груд.                    | Рік                      |
| Середній максимум, °C    | 30,7                     | 31,2                     | 32,1                     | 32,1                     | 31,3                     | 29,3                     | 28,8                     | 29                       | 29,6                     | 29,5                     | 29,6                     | 30,3                     | 30,3                     |
| Середня температура, °C  | 26,6                     | 27,1                     | 28,3                     | 28,7                     | 28,3                     | 26,6                     | 26,1                     | 26,3                     | 26,6                     | 26,6                     | 26,5                     | 26,6                     | 27                       |
| Середній мінімум, °C     | 22,4                     | 23                       | 24,4                     | 25,3                     | 25,2                     | 23,9                     | 23,4                     | 23,5                     | 23,6                     | 23,6                     | 23,3                     | 22,8                     | 23,7                     |
| Норма опадів, мм         | 22.9                     | 21.9                     | 36.4                     | 110.5                    | 210                      | 343.5                    | 218.6                    | 143.2                    | 152.5                    | 267.9                    | 199                      | 70.2                     | 1796.6                   |
| ------------------------ | ------------------------ | ------------------------ | ------------------------ | ------------------------ | ------------------------ | ------------------------ | ------------------------ | ------------------------ | ------------------------ | ------------------------ | ------------------------ | ------------------------ | ------------------------ |
| Джерело: Weatherbase     |                          |                          |                          |                          |                          |                          |                          |                          |                          |                          |                          |                          |                          |

## Населення
Населення міста становить 752490 осіб (2011). Місто утворює агломерацію з чисельність населення 1,7 млн осіб (2011). Щільність населення висока і становить 3501,6 осіб на км², в межах агломерації — 7852,1 осіб на км². Рівень грамотності становить 89,36 %. Жінок більше (51,6 %) проти чоловіків (48,4 %), що є незвичним для Індії, де в більшості міст чоловіче населення переважає над жіночим. Щодо релігії, то 65 % сповідують індуїзм, 18 % — християнство та 15 % — іслам. Найбільш поширена мова — малаялам, використовується також гінді, англійська та тамільська. Серед населення міста досить великий відсоток (34,3 %) складають безробітні, який при порівнянні з рівнем 1998 року (8,8 %) виріс вчетверо.
В жовтні 2010 року було збільшено з 86 до 100 міських районів (вардів) шляхом приєднання поселень Шрікараям, Ваттійооркаву, Кудаппанакунну, Візиньям та Казакутам.

## Господарство
60 % працездатного населення задіяне у сфері послуг, яка є основою економіки всього штату. На сьогодні дедалі більше інвестицій вкладається у розвиток ІТ-технологій та біотехнологій для медицини, тут збудований найбільший в країні технопарк. В місті знаходиться перший індійський кінопарк Кінфра (англ. Kinfra Film and Video Park). Значного розвитку набув туризм, особливо зовнішній.
Місто з'єднане з сусідніми штатами та поселеннями Керали автомобільним, залізничним (станція Південної залізниці), повітряним (міжнародний аеропорт Тривандрам) та морським транспортами.

## Персоналії
- Падміні (1932—2006) — індійська актриса та професійна танцівниця.

## Галерея

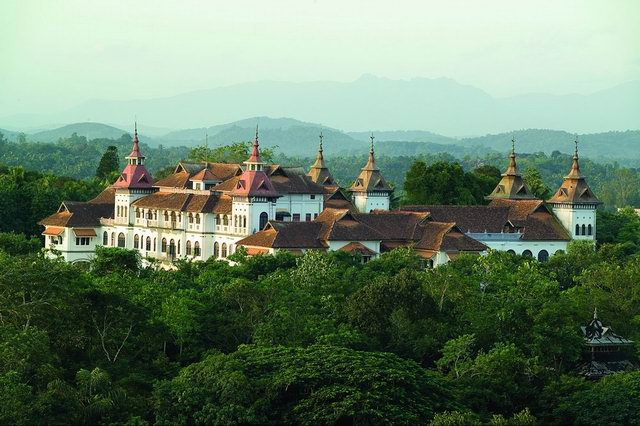
Резиденція раджі Траванкору
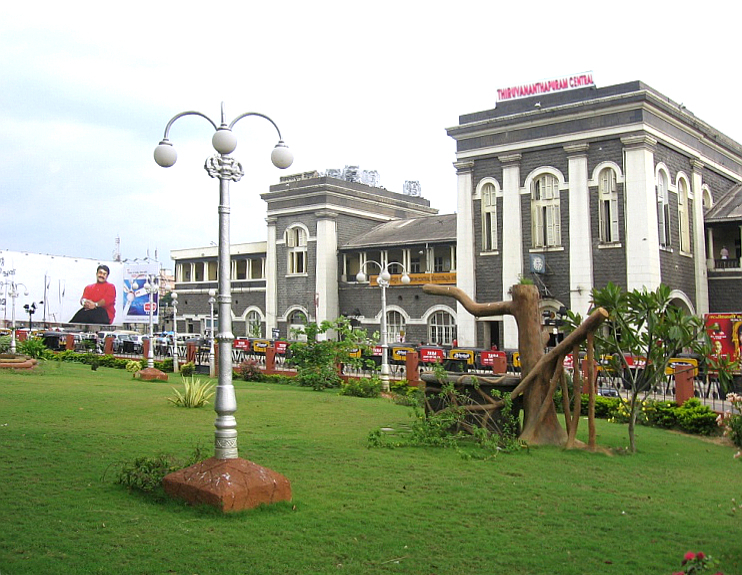
Залізничний вокзал
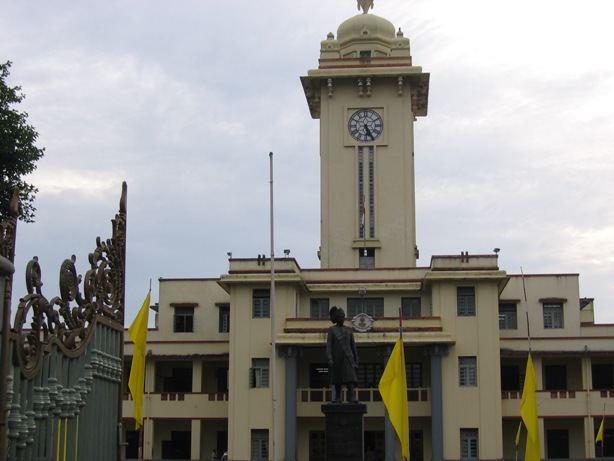
Університет Керали
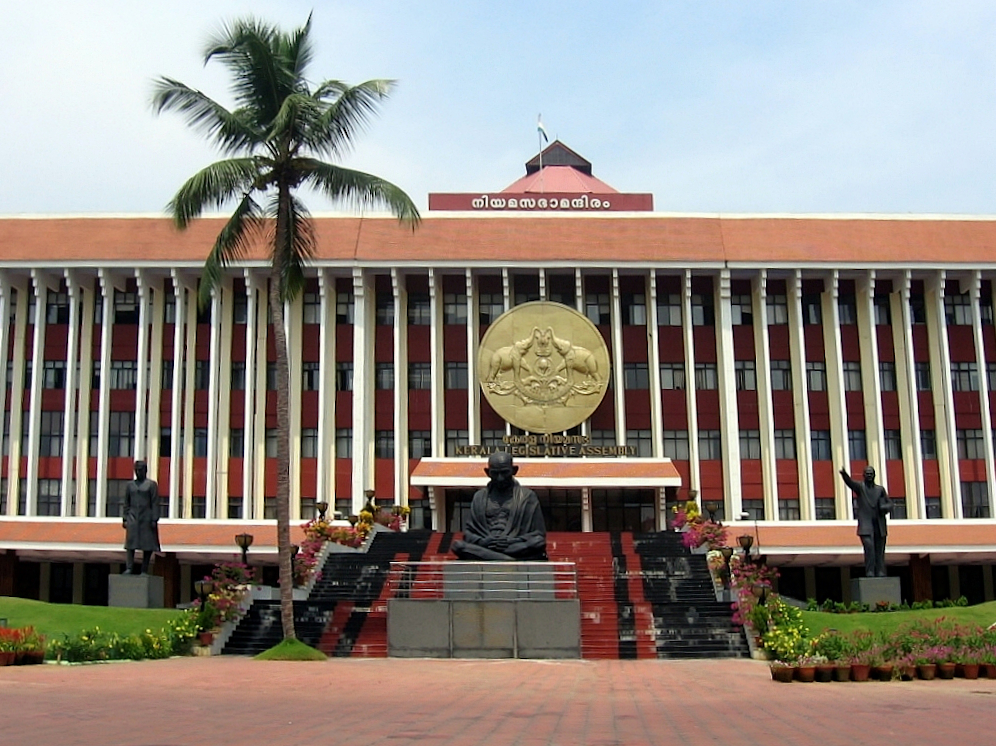
Будинок Асамблеї штату Керала
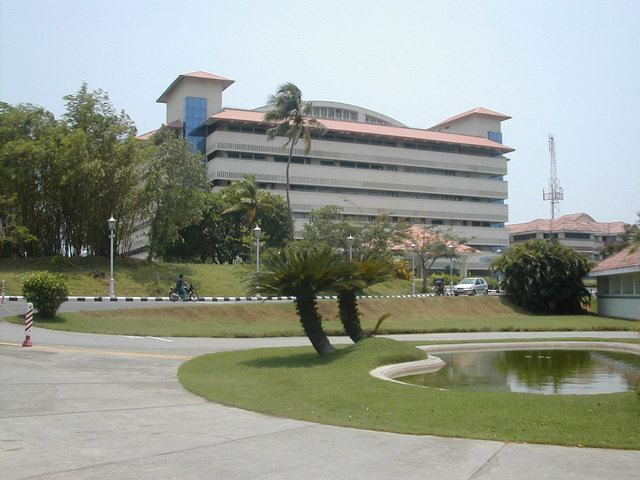
Технопарк